# Krasznoarmejszkojei járás

A Krasznoarmejszkojei járás a Szamarai területen

A Krasznoarmejszkojei járás (oroszul Красноармейский район) Oroszország egyik járása a Szamarai területen. Székhelye Krasznoarmejszkoje.

## Népesség
- 1989-ben 17 516 lakosa volt.
- 2002-ben 19 211 lakosa volt, melynek 82,16%-a orosz.
- 2010-ben 18 050 lakosa volt, melynek 83%-a orosz, 4,8%-a kazah, 3,1%-a mordvin, 2,2%-a csuvas, 1,2%-a tatár.

| Lakosok száma | 19 211 | 18 298 | 17 971 | 17 709 | 17 368 | 17 325 | 17 273 | 17 052 | 16 611 | 16 405 |
|               | 2002   | 2008   | 2011   | 2012   | 2014   | 2015   | 2017   | 2018   | 2020   | 2021   |